# Coser i cantar
Coser i cantar és el sisè disc del grup Antònia Font, publicat el 2007. Està compost per dos discos que contenen deu cançons cadascun; és a dir, un total de vint peces. És un recopilatori de les cançons amb més èxit del grup interpretades amb l'acompanyament de l'Orquestra Simfònica de Bratislava. L'àlbum inclou un DVD amb tots els videoclips del grup i el making off de com van gravar el disc.
Inclou cançons de tots els àlbums llençats al mercat fins a la data del seu llançament, excepte el seu primer disc Antònia Font. 8 cançons són del disc Taxi, 6 de Batiscafo Katiuscas, 5 d'Alegria i només una del disc A Rússia. En els directes de la gira que van realitzar van actuar amb una orquestra autoanomenada "The New Royal Philharmonic 4 Quesos Orchestra".

## Llista de pistes
| 1.  | «Mecanismes»             | Batiscafo Katiuscas | 4:09 |
| 2.  | «Tokio m'és igual»       | Batiscafo Katiuscas | 2:55 |
| 3.  | «Dins aquest iglú»       | Alegria             | 3:44 |
| 4.  | «Alegria»                | Alegria             | 3:15 |
| 5.  | «Vitamina sol»           | Taxi                | 2:40 |
| 6.  | «Jo, robot»              | Taxi                | 2:19 |
| 7.  | «Vos estim a tots igual» | Alegria             | 3:16 |
| 8.  | «Wa yeah!»               | Batiscafo Katiuscas | 3:33 |
| 9.  | «Bamboo»                 | Batiscafo Katiuscas | 5:10 |
| 10. | «Productes de neteja»    | Alegria             | 2:37 |

| 1.  | «Amazones a sa lluna» | Batiscafo Katiuscas | 2:56 |
| 2.  | «Armando Rampas»      | Taxi                | 1:48 |
| 3.  | «Astronauta rimador»  | Taxi                | 4:03 |
| 4.  | «Holidays»            | Taxi                | 4:14 |
| 5.  | «Robot»               | Taxi                | 4:01 |
| 6.  | «Portaavions»         | Taxi                | 2:08 |
| 7.  | «Tots els motors»     | A Rússia            | 4:06 |
| 8.  | «Alpinistes-samurais» | Alegria             | 4:09 |
| 9.  | «Batiscafo Katiuscas» | Batiscafo Katiuscas | 4:55 |
| 10. | «Vehicle lunar»       | Taxi                | 5:51 |

## Premis
- Premi de la Música millor àlbum pop de l'any. (2008)